# Blue Exorcist (1 сезон)
Blue Exorcist — аніме-серіал, заснований на однойменній манзі від Кадзуе Като. Режисером став Тенсай Окумура, а створенням займалася студія A-1 Pictures. Перший сезон серіалу виходив з 17 квітня по 2 жовтня 2011 року на телеканалах MBS TV та TBS Television.

## Серії
| № серії | Назва серії                                                                            | Трансляція в Японії |
| ------- | -------------------------------------------------------------------------------------- | ------------------- |
| 1       | Демони живуть в людських серцях «Акума ва Хіто но Кокоро ні Суму» (悪魔は人の心に棲む) | 17 квітня 2011      |
| 2       | Ворота Геєнни «Гехена Ге:то» (虚無界の門)                                              | 24 квітня 2011      |
| 3       | Брати «Ані то Ото:то» (兄と弟)                                                         | 1 травня 2011       |
| 4       | Райський сад Амахари «Амахара но Ніва» (天空の庭)                                      | 8 травня 2011       |
| 5       | Дитя проклятого храму «Татари Дера но Ко» (祟り寺の子)                                 | 15 травня 2011      |
| 6       | Примарний повар «Мабороші но Рьо:рінін» (まぼろしの料理人)                             | 22 травня 2011      |
| 7       | Зграя сивок «Томо Тідорі» (友千鳥)                                                     | 29 травня 2011      |
| 8       | Тут комусь зле «Коко ні Ямеру Моно арі» (此に病める者あり)                             | 5 червня 2011       |
| 9       | Спогади «Омойде» (おもひで)                                                            | 12 червня 2011      |
| 10      | Чорний кіт «Куронкко (Кктто Си:)» (黒猫 (ケット・シー))                                | 19 червня 2011      |
| 11      | Демон із морських глибин «Шінкай но Акума» (深海の悪魔)                                | 26 червня 2011      |
| 12      | Гра в салки «Онігокко» (鬼事)                                                          | 3 липня 2011        |
| 13      | Доказ «Шьо:мей» (証明)                                                                 | 10 липня 2011       |
| 14      | Веселий табір «Таношій Кямпу» (愉しいキャンプ)                                         | 17 липня 2011       |
| 15      | Добре діло «Ясашій Кото» (やさしい事)                                                  | 24 липня 2011       |
| 16      | Парі «Каке» (賭)                                                                       | 31 липня 2011       |
| 17      | Спокуса «Ю:Ваку» (誘惑)                                                                | 7 серпня 2011       |
| 18      | Шторм «Кьо:фу:» (強風)                                                                 | 14 серпня 2011      |
| 19      | Простий день «Нандемо най Хі» (なんでもない日)                                         | 21 серпня 2011      |
| 20      | Маска «Камен» (假面)                                                                   | 28 серпня 2011      |
| 21      | Таємний сад «Хіміцу но Ханадзоно» (秘密の花園)                                         | 4 вересня 2011      |
| 22      | Полювання на демонів «Акума Гарі» (悪魔狩り)                                           | 11 вересня 2011     |
| 23      | Істина «Шінджіцу» (真実)                                                               | 18 вересня 2011     |
| 24      | Дитя Сатани «Сатан но Ко» (魔神の落胤)                                                 | 25 вересня 2011     |
| 25      | Зупинити, мить! «Токі йо, Томаре» (時よ止まれ)                                         | 2 жовтня 2011       |
| 26      | Куро вирушає в подорож                                                                 | 15 січня 2012       |